# Hans Bermühler
Hans Bermühler (* 24. Juni 1885 in Miesbach; † unbekannt) war ein deutscher Fußballspieler und 1916 kurzzeitig Präsident des FC Bayern München.

## Karriere
Bermühler, Sohn von Eduard Bermühler sen. – ein Förderer des FC Bayern München – gehörte seit dem 1. April 1900 dem Verein an und nahm im Laufe seiner Vereinszugehörigkeit mehrere Funktionen wahr.
Nachdem er 1901 in die Erste Mannschaft aufgerückt war, bestritt er für diese bis 1914 Pflicht- und Freundschaftsspiele. Er gehörte u. a. jener Mannschaft an, die am 17. Mai 1905 dem seinerzeit übermächtigen Karlsruher FV ein torloses Unentschieden abringen konnte.
1915 in die Leitung des Vereins integriert, machte er sich um diesen verdient. 1916 übernahm er den Vorsitz des Vereins und spielte zunächst als Torhüter, später dann als Abwehrspieler in der Mannschaft der Alten Herren.
In der am 17. Dezember 1916 abgehaltenen Hauptversammlung, die am 5. Januar 1917 fortgesetzt werden musste, wurde Bermühler als Beisitzer des Vorstandes und des Sportausschusses gewählt.
In der am 16. März 1918 abgehaltenen Mitgliederversammlung wurde Bermühler als Beisitzer der Vereinsleitung gewählt und im Sportausschusses bestätigt, dem er bis 1925 angehörte.
1937 wurde er aufgrund seiner jüdischen Herkunft aus der Mitgliederliste gestrichen. 1950 schlug er daher eine Einladung zum 50. Vereinsjubiläum aus. 1953 wurde Bermühler wieder als Mitglied mit dem Stempel beitragsfrei und dem zusätzlichen Vermerk „Mitgliedschaft wird als nicht unterbrochen betrachtet.“ aufgenommen.

## Ehrungen
Anlässlich des 25-jährigen Bestehens des FC Bayern München wurde Bermühler mit der Goldenen Jubiläums-Ehrennadel geehrt.